# The El Dorado
The El Dorado, auch The Eldorado geschrieben, ist ein Stadtbild prägendes Hochhaus mit Zwillingstürmen in Manhattan in New York City, Vereinigte Staaten. Das Wohngebäude steht unter Denkmalschutz.

## Beschreibung
Das Wohnhochhaus befindet sich auf der Upper West Side auf der Westseite der Insel Manhattan an der Central Park West (Verlängerung der Eighth Avenue) zwischen der West 90th und 91st Street direkt am Central Park. Gegenüber liegt im Park das Jacqueline Kennedy Onassis Reservoir.
The El Dorado wurde von den Architekten Margon & Holder und Emery Roth entworfen und von 1929 bis 1931 erbaut. Bauträger war Louis Klosk. Das Hochhaus ersetzte die an dieser Stelle im Jahr 1901 im viktorianischen Stil errichteten Vorgängerbauten selben Namens. Nach einigen Eigentümerwechseln ab 1931 ist das Gebäude seit 1982 Eigentum einer Housing Cooperative (Wohnungsgenossenschaft). Das Hochhaus ist 105,5 Meter (346 Fuß) hoch und besitzt 30 Etagen. Es hat einen 19-stöckigen Sockel, über dem sich die Zwillingstürme erheben. Das Gebäude besitzt gemäß den Bauvorschriften von 1916 mehrere Rücksprünge (Setbacks). Die ersten drei Etagen sind mit Betonwerkstein verkleidet, die Fassade darüber mit hellbraunen Ziegelsteinen. Einige Wohnungen verfügen über eckige Balkone und die gestaffelten Turmspitzen sind mit Dachschmuck verziert. Der Haupteingang besteht aus drei eckigen Bronzetorbögen. In den beiden Untergeschossen des Gebäudes befindet sich ein Fitnessstudio.
Am 9. Juli 1985 stellte die Landmarks Preservation Commission der Stadt New York das Gebäude unter Denkmalschutz. The El Dorado ist Bestandteil des am 9. November 1982 vom National Register of Historic Places ausgewiesenen Central Park West Historic Districts. Das Gebäude ist auch Teil des Upper West Side Historic District, der 1990 zu einem historischen Viertel von New York City ernannt wurde.

## Prominente Bewohner
Zu den ehemaligen und aktuellen prominenten Bewohnern gehörten und gehören unter anderem Marilyn Monroe, Richard Dreyfuss, Pinchas Zukerman, Garrison Keillor, Michael C. Hall, Faye Dunaway und Michael J. Fox, Carrie Fisher, Alec Baldwin, Bruce Willis, Bono und Adam Clayton (U2), Meredith Vieira und ihr Ehemann Richard M. Cohen und Sinclair Lewis.

## Galerie

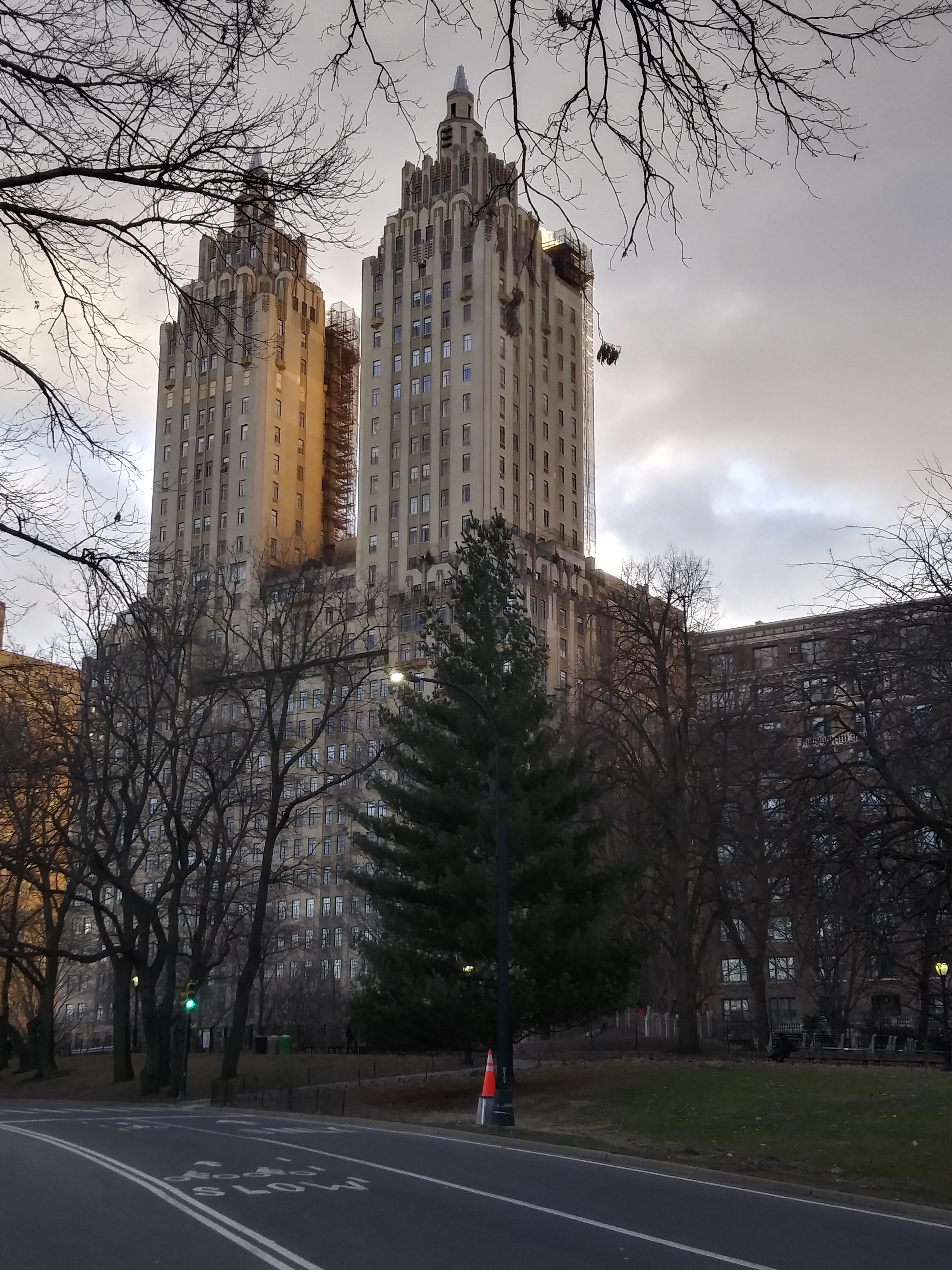
The El Dorado am 14. März 2021, Blick vom Central Park
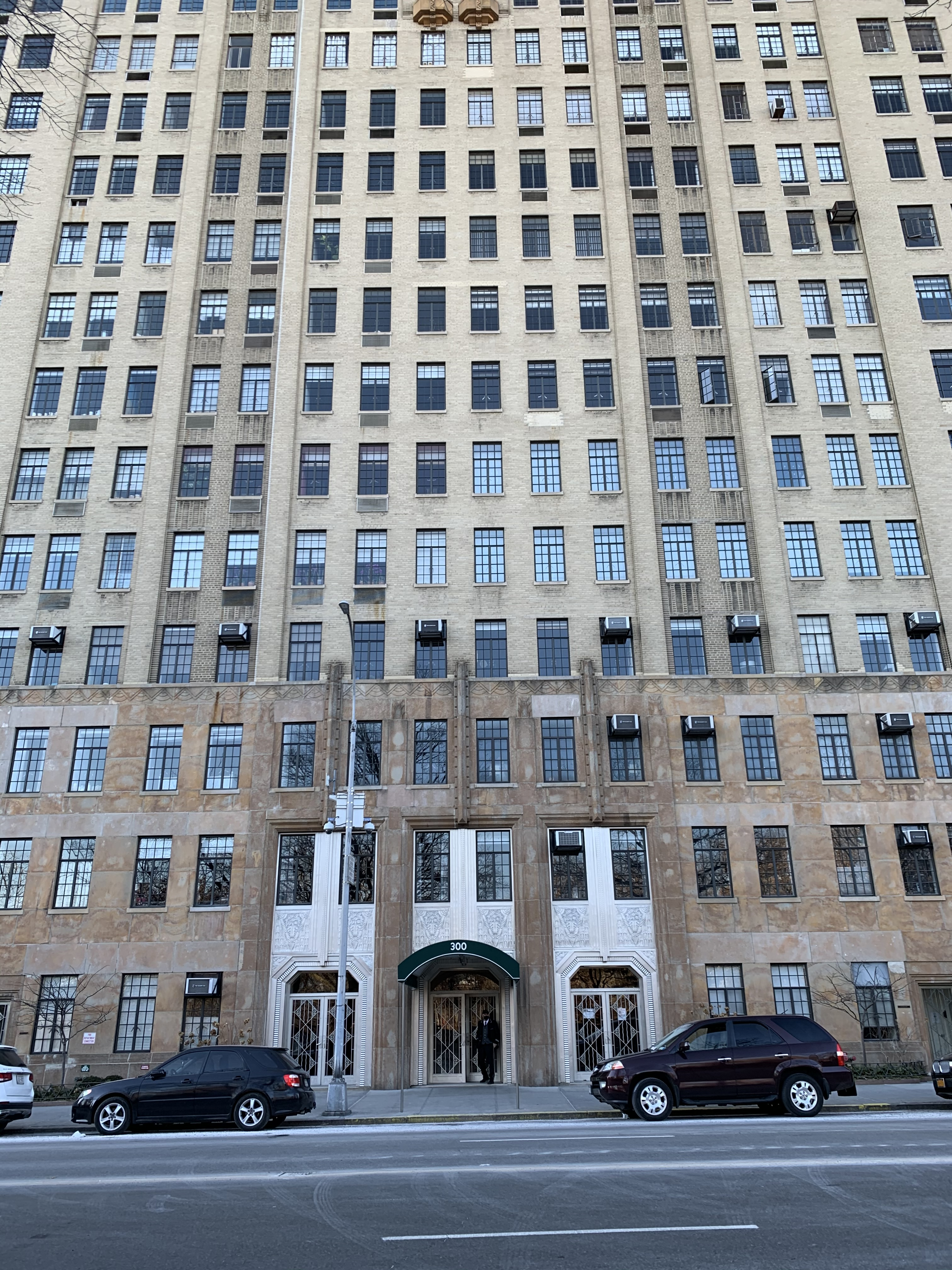
Basis mit Eingängen an der Central Park West (2021)
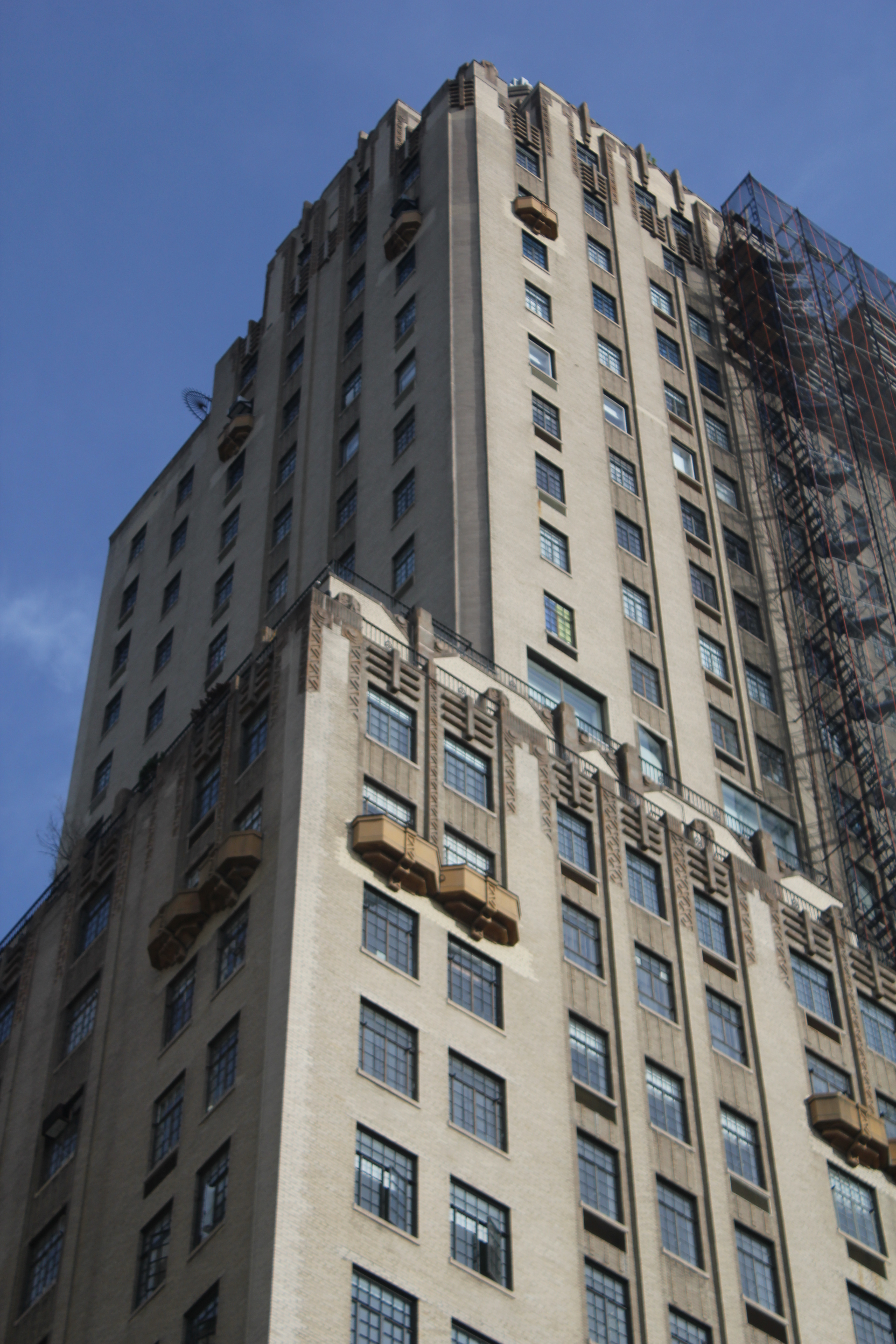
Balkone und Art déco Elemente
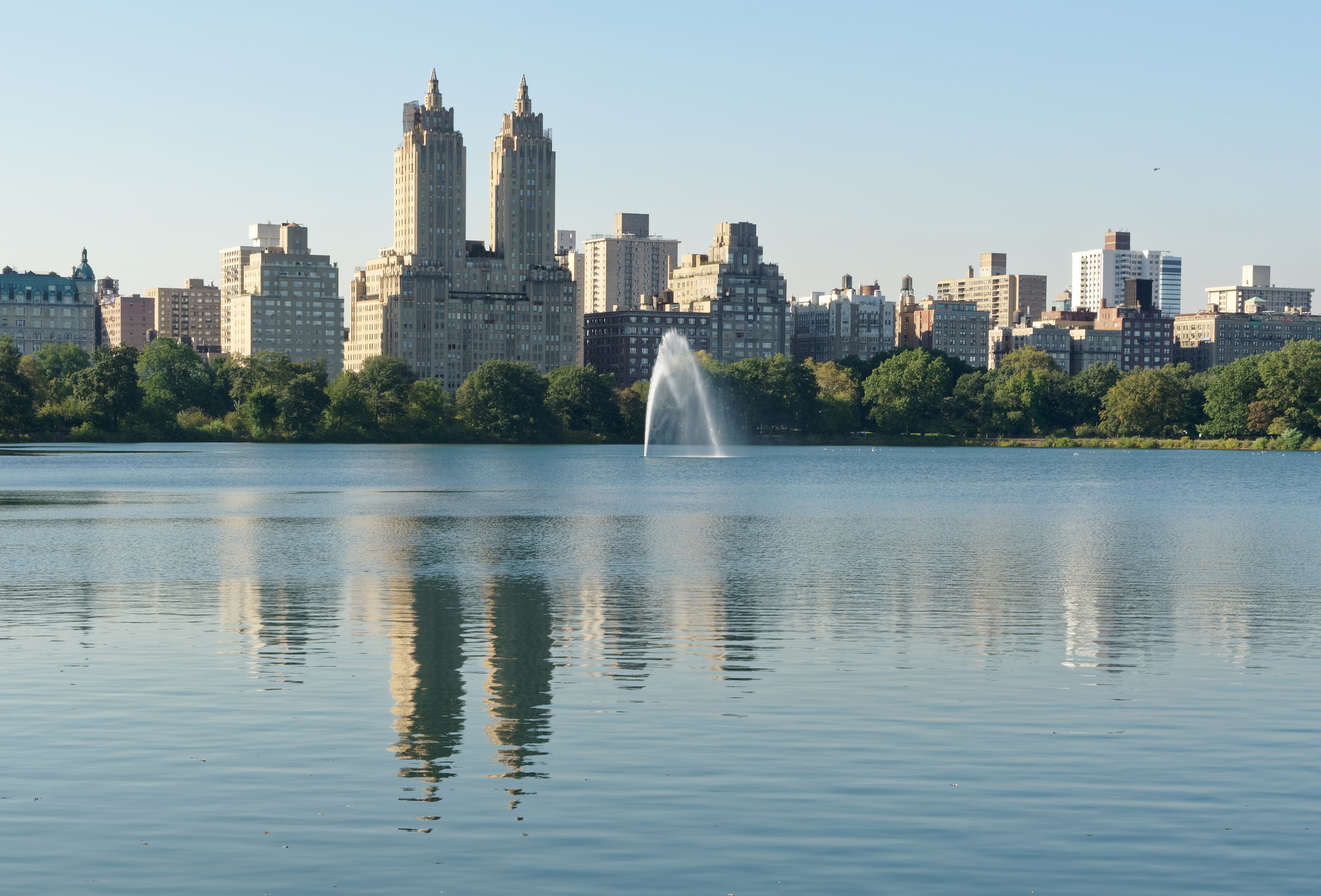
The El Dorado und Jacqueline Kennedy Onassis Reservoir